# Stadsmuur West
Stadsmuur West is een artistiek kunstwerk in Amsterdam Nieuw-West.
Het werk uit 2010 van Rob Birza bestaat uit een gemetselde stadsmuur tussen een woongebied en de Onze-Lieve-Vrouw van Zeven Smartenkerk. Birza verwees met de gebruikte materialen naar die twee; het baksteen verwijst naar de woningen; het beton naar de betonelementen in kerk (bij de kerktoren). De stijl van bouwen lijkt er daarbij op te wijzen dat de muur onderdeel is van de kerk. In de muur zijn nissen aangebracht van waaruit passanten de omgeving richting woonhuizen of kerk, dan opvangcentrum kunnen bekijken. Het geheel is een voorbeeld binnen de tegenstellingen in Birza’s werk: barok tegenover modern, hoog tegenover laag, figuratie tegenover abstract en geestelijk tegenover seculier.
Jan Pieter Ekker van Het Parool omschreef het in 2020 als een slangenmuur, dat wil zeggen een muur in historische tuinen, die door middel van luwten beschutting biedt aan uitheemse planten. Hij zag ook een soort apsis in het beeld verwerkt.
Amsterdam kende maar weinig stadsmuren; ze breidde steeds uit middels verplaatsing van stadsgrachten. Deze historisch uitziende stadsmuur is dan ook geplaatst toen de woonwijk niet alleen jaren bestond, maar ook al een keer heringericht was. Amsterdam-West (naam) noch Amsterdam Nieuw-West (plaats) hebben ooit een stadsmuur gekend. Het kunstwerk volgde uit een opdracht van Ymere.

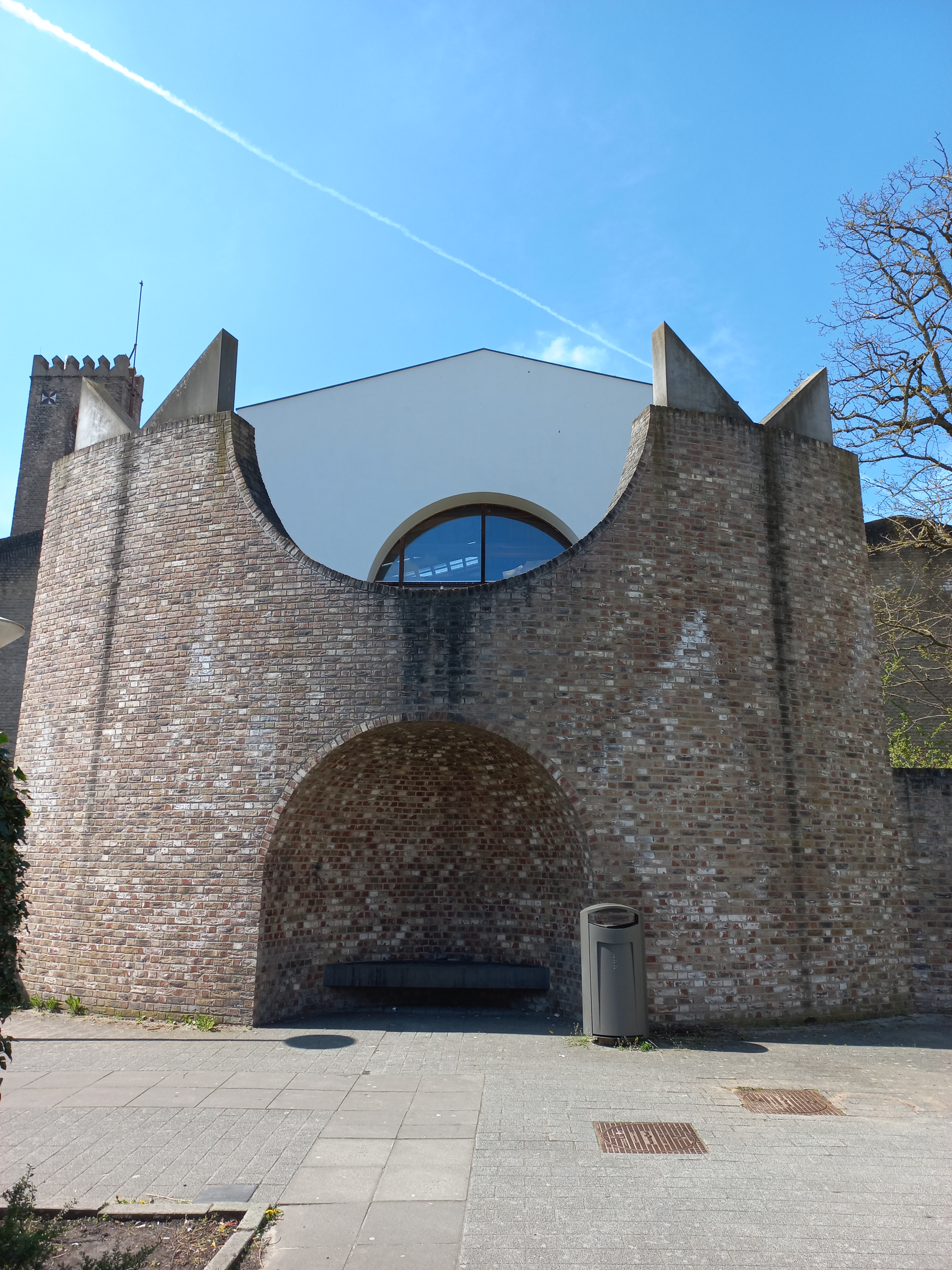
Apsis (april 2022)